# Citlaltépetl (municipalité)
La municipalité de Citlaltépetl est l'une des 212 municipalités de l'État de Veracruz, et est située dans la partie nord de cet État. Située à l'ouest du golfe du Mexique, elle appartient aux bassins versants des fleuves Río Pánuco, Río Tuxpan et à celui d'un fleuve côtier. Elle est assise sur les piémonts du massif montagneux de la Sierra Madre orientale, qui s'étend à l'ouest. Son chef-lieu est la ville éponyme de Citlaltépetl. Elle dépend de la région Huasteca Baja, du nom du peuple des Huaxtèques qui y est établi, et est une des 10 subdivisions administratives de l'État de Veracruz.

## Géographie
La municipalité de Citlaltépetl se trouve à cheval sur trois bassins versants. Celui du fleuve Río Pánuco, au nord, avec la rivière Escribanillo, celui du fleuve Río Tuxpan au sud, et celui du fleuve côtier San Marcos, qui se jette dans la lagune de Tamiahuan, sur le golfe du Mexique. Assise sur les piémonts orientaux du massif montagneux de la Sierra Madre orientale, en un secteur nommé Sierra de Otontepec, son altitude oscille entre 80 et 1300 mètres. Son chef-lieu, la ville éponyme de Citlaltépetl, se trouve dans la partie centrale de son territoire. Ce territoire couvre une superficie de 81,3 km2, et était peuplé en 2020 de 11 165 habitants, pour une densité de 137,4 habitants par km2.
Cette municipalité est limitrophe au nord de celle d'Ozuluama de Mascareñas, à l'ouest de celle de Chontla et à l'est de celles de Tancoco et de Tantima.

## Composition et démographie
La municipalité était composée en 2020 de 27 localités, dont une seule était considérée comme urbaine, les autres étant rurales.
| Localité            | Population |
| ------------------- | ---------- |
| Citlaltépec         | 5070       |
| Las Sabinas         | 1252       |
| El Naranjal         | 579        |
| Rancho Nuevo        | 576        |
| La Mesa Tlanchinol  | 468        |
| Reste des localités | 3220       |
| Total population    | 11 165     |

En plus de l'espagnol, plusieurs langues amérindiennes sont parlées dans la municipalité, dont les principales sont par ordre d'importance : le nahuatl, le huastèque, les autres langues étant très marginales.

## Histoire
En 1872, la congrégation de San Nicolás Citlaltépetl est érigée en municipalité. Elle porte aujourd'hui le simple nom de Citlaltépetl.

## Économie

### Agriculture et élevage
La superficie des parcelles semées représentait en 2022 une surface totale de 136,5 hectares, parmi lesquels 84 hectares étaient voués à la culture du maïs, 31 hectares étaient voués à la culture de l'orange, et 21,5 hectares étaient voués à celle du haricot.
En 2022, la production de viande par tonnes comprenait 282 tonnes de viande bovine, 85,3 tonnes de viande porcine, 3,2 tonnes de viande ovine et 3,3 tonnes de volailles. La superficie vouée à l'élevage représentait alors 6310 hectares.